# GAZ-3344

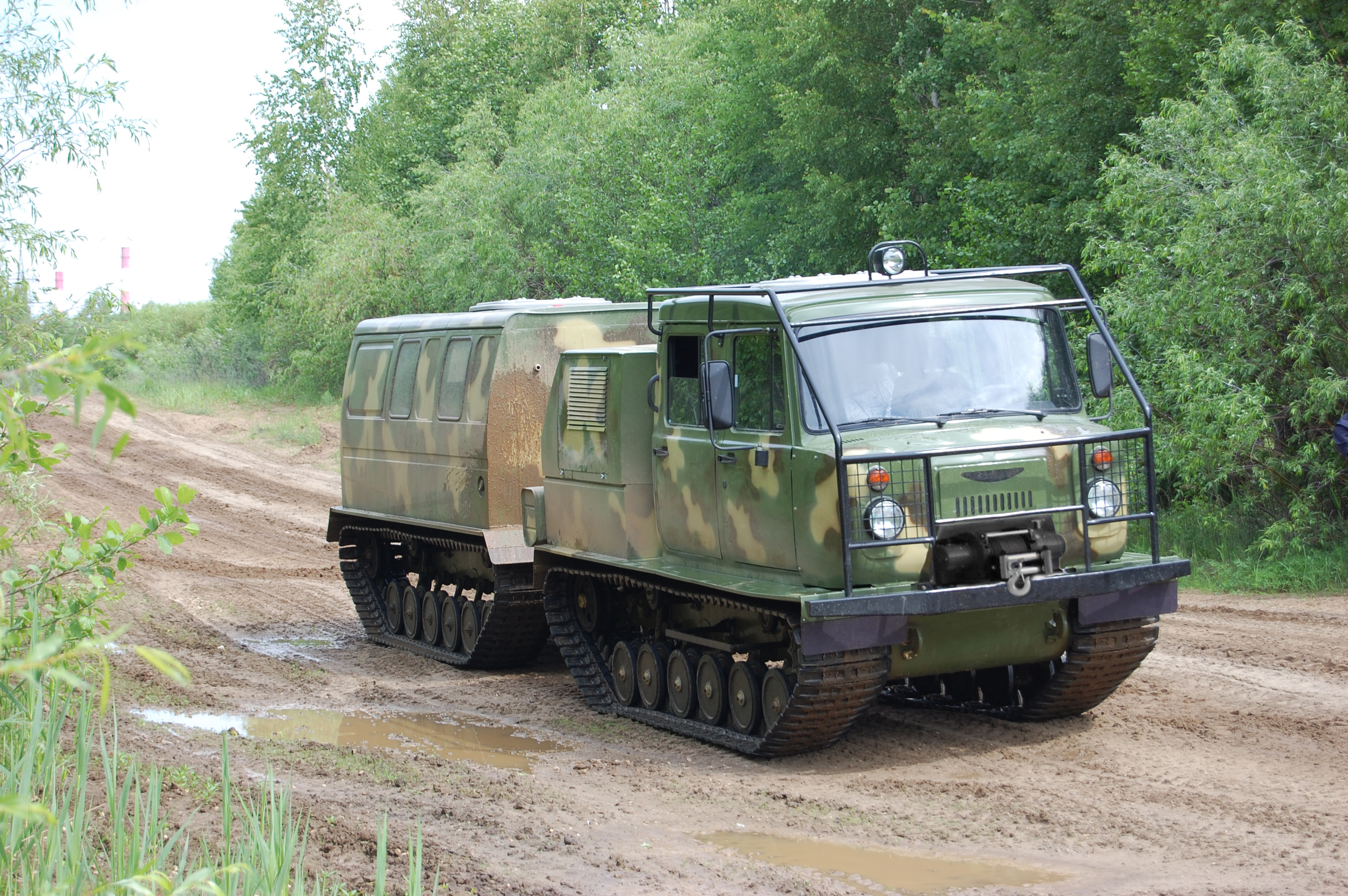
GAZ-3344 mit 2 Modulen (2012)

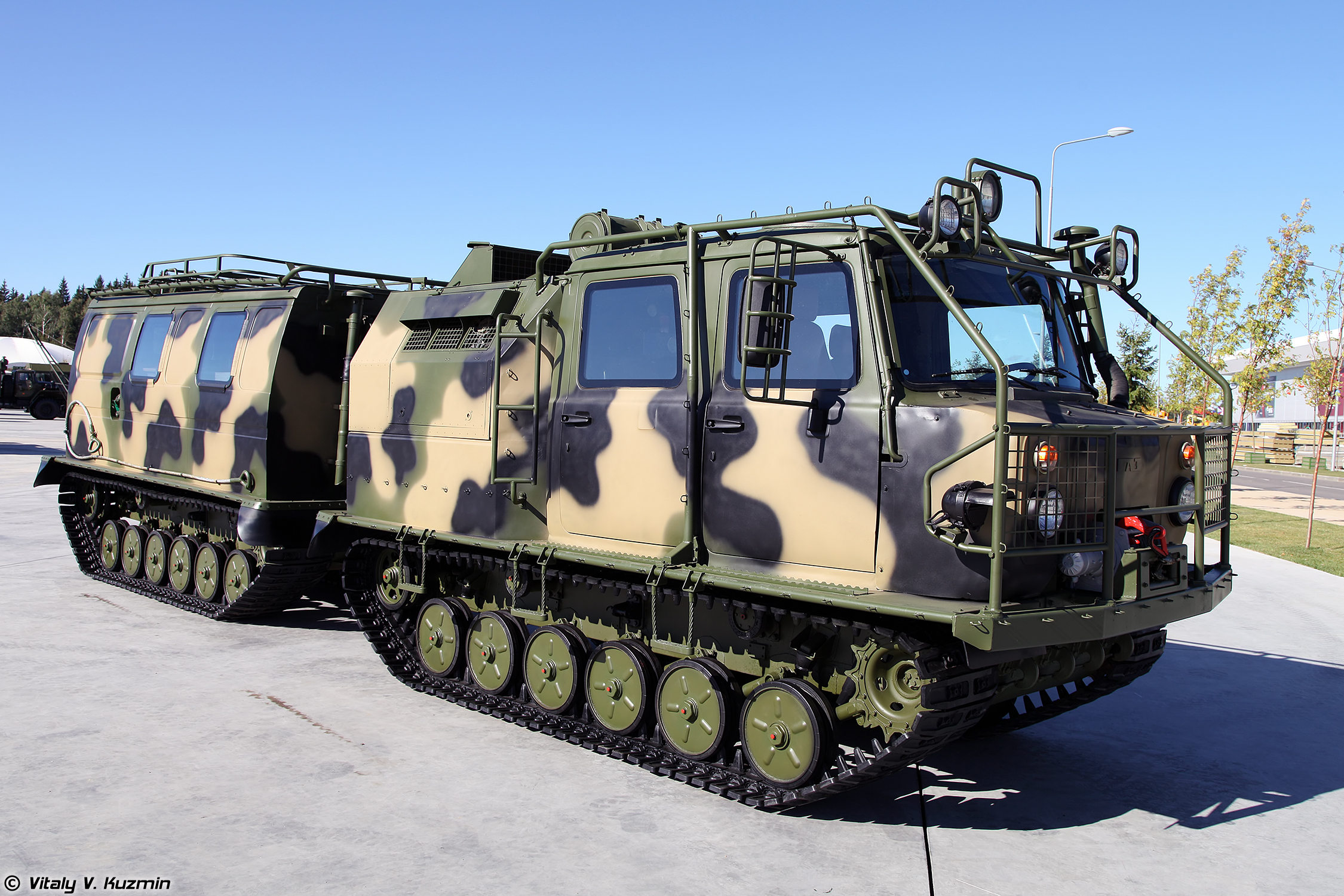
GAZ-3344-20 auf einer russischen Messe (2016)

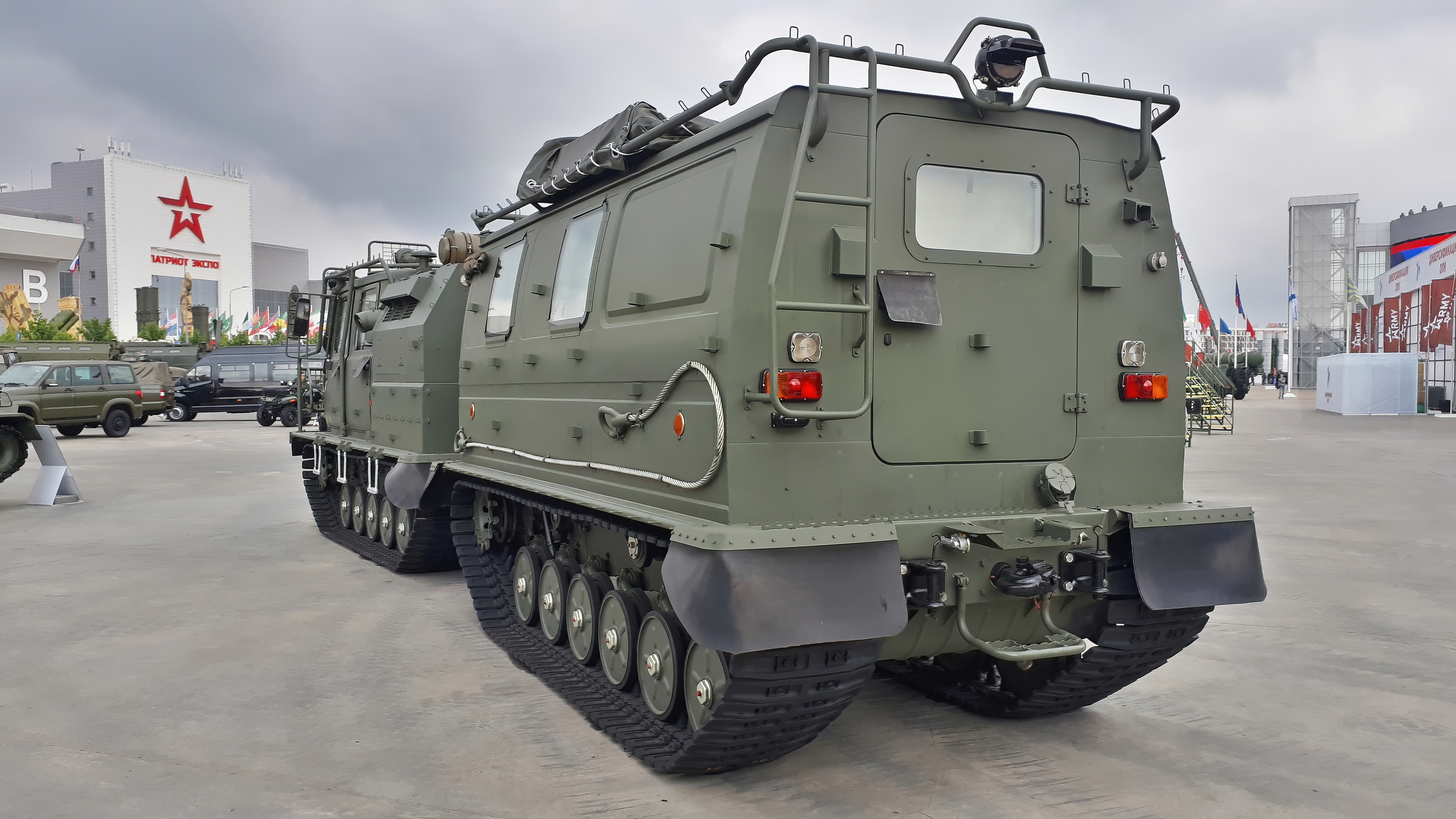
Heckansicht des Fahrzeugs in einer Ausführung für die Streitkräfte (2021)

GAZ-3344 ist ein Schneemobil des russischen Herstellers GAZ (Gorkowski Awtomobilny Sawod; russisch: Горьковский автомобильный завод (ГАЗ), deutsch: Gorkier Automobilwerk). Es wird seit 2012 produziert, ist für den Einsatz unter schwierigen Straßen- und Klimabedingungen konzipiert und kommt auch bei der russischen Armee zum Einsatz. Es ist technisch vergleichbar mit anderen Konstruktionen wie dem Bandvagn 206.

## Aufbau
Der Motor des Fahrzeugs treibt die Ketten beider Einheiten an, was eine hohe Geländegängigkeit erlaubt. Zur Überwindung von Gräben von bis zu drei Metern kann das Fahrzeug eine starre Kopplung der beiden Einheiten zuschalten. Zum Fahren auf Asphalt werden spezielle Gummiketten benötigt, um diesen nicht zu beschädigen.
Die Breite des Fahrzeugs (etwas über 2 Meter) ist auf die in der Sowjetunion bzw. Russland übliche Breite von für Traktoren befahrbaren Feld- und Waldwegen ausgelegt (Traktoren, speziell des belarussischen Herstellers MTZ „Belarus“, haben in Russland üblicherweise eine Breite zwischen 1,6 und 2 Metern). Der Abstand zwischen den beiden Ketten entspricht russischer Breitspur, sodass das Fahrzeug in Ermangelung von Straßen auch Schienen befahren kann. Es ist zudem watfähig und erreicht im Wasser eine Geschwindigkeit von bis zu 6 km/h.
Das Fahrzeug ist laut Herstellerangaben für den Betrieb bei Temperaturen von −40 bis +40 °C und in einer Höhe von bis zu 4650 Metern ausgelegt. Bei entsprechender Modulwahl können bis zu sechs Personen im Mobil nächtigen.
Das erste Glied des Mobils besteht immer aus dem Antriebsmodul mit Motor und Getriebe und bietet Platz für 5 Personen inklusive des Fahrers. Das zweite Modul kann in verschiedenen Varianten ausgeführt sein, u. a.:
- Personenbeförderungsmodul mit Platz für 15 Passagiere
- Nutzlastmodul mit zulässiger Gesamtnutzlast von 2500 kg
- Sanitätsmodul und weitere

## Technische Daten
Die nachfolgenden Daten gelten für ein Fahrzeug, bestehend aus zwei Modulen, Stand Mitte 2012.
- Motor: turboaufgeladener Vierzylinder-Reihenmotor
- Motortyp: Cummins ISB4.5E3 185
- Leistung: 138 kW (185 PS)
- Kraftstoff: Diesel
- Getriebe: Daimler W5A 580 (Automatik)
- Höchstgeschwindigkeit auf Straße: 60 km/h
- Kraftstoffverbrauch: 50 l/100 km
- Tankinhalt: 400 l
- Reichweite: 800 km

Maße und Gewichte
- Breite: 2020 mm
- Höhe: 2600 mm
- Länge: 9500 mm
- Bodenfreiheit: 430 mm
- Spurweite: 1230 mm
- Radius Wendekreis: 10 m
- Leergewicht: 7500 kg
- zulässiges Gesamtgewicht: 10.000 kg
- Steigfähigkeit: 35°
- Seitenneigungswinkel: 25°

## Kampfeinsätze
Das Fahrzeug wird von Russland im Russisch-Ukrainischen Krieg eingesetzt. Laut dem Oryx-Blog gingen mit Stand Dezember 2024 mindestens drei Fahrzeuge verloren.